# Il dottor Dolittle (film)
Il dottor Dolittle (Dr. Dolittle) è un film del 1998 diretto da Betty Thomas.
Il film è ispirato alla serie di storie per bambini omonime di Hugh Lofting, ma non ha usato materiale da nessuno dei romanzi; il collegamento principale è il nome e un medico che può parlare agli animali.

## Trama
Il piccolo John Dolittle scopre di avere la capacità di poter parlare con gli animali, cominciando dal suo cane: viene però scoperto da suo padre Archer, che inizialmente non dà molto peso alla faccenda ma successivamente ordina di eseguire un esorcismo sul figlio credendolo posseduto da Satana. Dopo che il suo cane attacca il sacerdote, l'uomo manda l'animale in un canile mentre John, disperato, dimentica di avere tale capacità così come i ricordi riguardo al proprio cane.
Divenuto adulto, John si è sposato con la bella Lisa, ha due figlie, Charisse e Maya, ed è divenuto un medico molto apprezzato e stimato a San Francisco. Tuttavia, riscopre di poter parlare con gli animali quando viene rimproverato da un cane che stava per investire; John decide di adottarlo, ribattezzandolo Lucky con felicità dei suoi familiari, che John spesso trascura a causa dei suoi impegni di lavoro. Inizialmente l'uomo si convince di avere un esaurimento nervoso, soprattutto quando comincia ad essere tartassato da Rodney, il logorroico porcellino d'India di Maya, ma poi la sua esistenza diventa nota fra gli altri animali, che iniziano ad affollare il suo studio e diventando suoi pazienti. Tra questi vi è Jake, una tigre del circo che soffre di emicrania e che vorrebbe suicidarsi. Anche i suoi familiari ed i suoi colleghi vengono a conoscenza di questo suo potere quando scoprono fare una respirazione bocca a bocca ad un topo credendo così che John sia pazzo facendolo così chiudere in un ospedale psichiatrico. John tuttavia resiste alle cure e decide di tornare alla sua vita ricostruendo il rapporto con i suoi familiari e portando Jake in ospedale per farle un intervento chirurgico dopo averla rapita al circo. L'intervento ha successo e John diventa famoso divenendo così non solo un medico ma anche un veterinario.

## Produzione
Il film è stato prodotto dalla Twentieth Century Fox Film Corporation, con il supporto della Davis Entertainment e della Joseph M. Singer Entertainment. Gli effetti speciali sono ad opera di varie aziende, ovvero: Banned from the Ranch Entertainment (BFTRE), C.O.R.E. Digital Pictures, Cinesite (Hollywood), POP Film, The Computer Film Company (CFC), Pacific Title/Mirage, e VisionArt. Il catering è stato organizzato dalla Café on Location e dalla Silver Grill Caterers, mentre la Title House ha fornito il titolo per la pellicola. Le scene sono state girate dal 7 aprile al 25 luglio 1997 completamente nello Stato della California, più precisamente a Los Angeles, San Francisco, Pasadena etc.

## Tagline
Le tagline per il film sono le seguenti:
- He doesn't just talk to the animals! (Non parla solo con gli animali!)
- For thousands of year animals have been trying to tell us something, but their cries have fallen on deaf ears...until they found John Dolittle (Per migliaia di anni gli animali hanno cercato di dirci qualcosa, ma le loro grida sono cadute nel vuoto ... finché non hanno trovato John Dolittle)
- This Summer...The Doctor is In (Questa estate ... Il dottore c'è)

## Riconoscimenti
- 1999 - MTV Movie Award
  - Nomination Miglior canzone (Are You That Somebody?) a Aaliyah
- 1998 - Bogey Awards
  - Bogey Award in Oro
- 1999 - Grammy Award
  - Nomination Miglior performance vocale femminile R & B a Aaliyah
- 1999 - MTV Video Music Awards
  - Nomination Miglior video (Are You That Somebody?) a Aaliyah
- 1999 - ASCAP Award
  - Canzone più cantata (Are You That Somebody) a Timbaland
- 1999 - Blockbuster Entertainment Awards
  - Nomination Miglior attore in un film commedia a Eddie Murphy
  - Nomination Miglior attore non protagonista in un film commedia a Oliver Platt
  - Nomination Miglior attrice non protagonista in un film commedia a Kyla Pratt
- 1999 - BMI Film & TV Award
  - Miglior colonna sonora a Richard Gibbs
- 1999 - Image Award
  - Nomination Miglior attore/attrice giovane a Kyla Pratt
- 1999 - Kids' Choice Awards
  - Nomination Miglior film
  - Nomination Miglior attore a Eddie Murphy
  - Nomination Miglior canzone (Are You That Somebody?) a Aaliyah
- 1999 - Young Artist Award
  - Nomination Miglior attrice giovane non protagonista a Kyla Pratt
- 1998 - Golden Screen
  - Golden Screen

## Distribuzione
Il film è stato distribuito al cinema negli Stati Uniti come première il 23 giugno 1998 e in TV nel 2001 dalla ABC. In Argentina invece viene inserito nei palinsesti dei cinema 25 giugno dalla 20th Century Fox de Argentina, e distribuito in VHS nel 1999 dalla Gativideo; in Portogallo il 13 giugno dalla Filmes Castello Lopes; in Spagna l'11 settembre dalla Hispano Foxfilms S.A.E.

## Accoglienza

### Incassi
La pellicola nel primo week-end di apertura ha incassato $ 29 014 324 in patria e £ 3 047 574 nel Regno Unito. In tutto negli Stati Uniti ha guadagnato $ 144 156 464, nell'isola britannica £ 19 671 348; fuori dagli States $ 150 300 000, per un totale complessivo di circa $ 294 456 605. Su IMDb riceve un punteggio di 5.4/10, mentre su MYmovies.it 2.88/5. Sul sito Metacritic ottiene invece 46 punti su 100 per ciò che riguarda lo staff, e 6.5/10 per quanto riguarda gli utenti che hanno votato.

## Sequel
Il film ha ricevuto quattro seguiti: Il dottor Dolittle 2 (2001), Il dottor Dolittle 3 (2006), Il dottor Dolittle 4 (2008) e Il dottor Dolittle 5 (2009).